# Gyňov
Gyňov es un municipio del distrito de Košice-okolie en la región de Košice, Eslovaquia, con una población estimada a final del año 2024 de 689 habitantes.
Se encuentra ubicado en el centro de la región, en la cuenca hidrográfica del río Sajó (afluente derecho del Tisza) y cerca de la frontera con la región de Prešov y con Hungría.

## Demografía
| Año        | 1994 | 2004    | 2014    | 2024     |
| ---------- | ---- | ------- | ------- | -------- |
| Población  | 584  | 564     | 617     | 689      |
| Diferencia |      | −3,42 % | +9,39 % | +11,66 % |

| Año        | 2023 | 2024    |
| ---------- | ---- | ------- |
| Población  | 683  | 689     |
| Diferencia |      | +0,87 % |